# Riyon Tōri
Riyon Tōri (japanisch 桃李 理永 Tōri Riyon; * 25. September 2001 in der Präfektur Osaka) ist ein japanischer Fußballspieler.

## Karriere
Tōri erlernte das Fußballspielen in der Jugendmannschaft von Cerezo Osaka. Die U23-Mannschaft des Vereins spielte in der dritten Liga, der J3 League. Bereits als Jugendspieler absolvierte er 16 Drittligaspiele.